# Munich Trench British Cemetery
Munich Trench British Cemetery is een Britse militaire begraafplaats met gesneuvelden uit de Eerste Wereldoorlog, gelegen in de Franse gemeente Beaumont-Hamel (departement Somme). De begraafplaats werd ontworpen door William Cowlishaw en wordt onderhouden door de Commonwealth War Graves Commission. Ze ligt in het veld op 1,2 km ten noorden van het dorpscentrum van Beaumont en heeft een min of meer rechthoekig grondplan dat wordt begrensd door boordstenen en een haag. De graven liggen in drie evenwijdige rijen naast elkaar. Centraal tegen de noordelijke rand staat het Cross of Sacrifice.
Er liggen 126 Britten begraven waaronder 28 niet geïdentificeerde. 
Ongeveer 280 m zuidelijker ligt de Waggon Road Cemetery.

## Geschiedenis
In november 1916 werd Beaumont-Hamel bij de Slag bij de Ancre ingenomen door de Britten. In het voorjaar van 1917 trokken de Duitsers zich terug achter de Hindenburglinie waarna het slagveld door het Britse V Corps werd ontruimd en de begraafplaats werd aangelegd. Oorspronkelijk kreeg ze de naam V Corps Cemetery No.8 maar werd later genoemd naar een Duitse loopgraaf die op 7 januari 1917 door de 7th Division werd veroverd. De meeste gesneuvelden vielen in november 1916.
- J.C. Hargreaves, soldaat bij de King's Own Yorkshire Light Infantry werd onderscheiden met de Military Medal (MM).